# Kannapalayam
Kannapalayam es una ciudad censal situada en el distrito de Tiruvallur en el estado de Tamil Nadu (India). Su población es de 4704 habitantes (2011). Se encuentra a 23 km de Tiruvallur y a 22 km de Chennai.

## Demografía
Según el censo de 2011 la población de Kannapalayam era de 4704 habitantes, de los cuales 2354 eran hombres y 2350 eran mujeres. Kannapalayam tiene una tasa media de alfabetización del 80,75%, superior a la media estatal del 80,09%: la alfabetización masculina es del 87,38%, y la alfabetización femenina del 74,25%.